# 1992年溫莎城堡火災
1992年11月20日，英國溫莎城堡發生火災。溫莎城堡是英國女王伊莉莎白二世其中一座官邸，也是世界上最大、有人居住的城堡。城堡遭受嚴重破壞，由英國建商唐納德·英索爾聯合公司用好幾年時間、耗資3,650萬英鎊修復。這場火災讓女王開始繳交稅金給英國政府，並開放另一處官邸白金漢宮給公眾參觀，以支付龐大的修復費用。

## 過程
溫莎城堡於1992年11月20日早上11點15分起火，聚光燈點燃女王私人禮拜堂裡的帷幕。英國王室內廷成員正在此處檢查藝術品。城堡消防隊值班室響起警鈴後，城堡電子網格地圖中的布倫斯維克塔（Brunswick Tower）燈號亮起，然後閃爍，表示火災已從該塔蔓延至它處。
11點36分，值班的首席消防官馬歇爾·史密斯（Marshall Smith）按鈕通知雷丁消防隊、啟動城堡火災警鈴，並通知皇家伯克郡火災救援服務。史密斯告訴後者：「這裡是溫莎城堡，我們的私人禮拜堂發生火災，請按照計畫到方庭（Quadrangle）集合。」
主要火勢在當日晚上11點撲滅，隔日（11月21日）凌晨2點30分才撲滅最後的餘火。60名消防員攜帶8具消防設備繼續值勤數日，以防萬一。此次火災由於屋頂上的孔洞與空隙，讓火勢快速蔓延。消防人員從自來水管、消防栓、游泳池、池塘和附近的泰晤士河中抽取150萬加侖的水用於滅火。

## 搶救文物
此次火災，不只動員數百名消防員打火，也動員其他工作人員與工匠協助搶救家具和藝術品，從危險地帶安置到溫莎城堡馬術學校。這是浩大的工程，救援人員搶救了一張150英尺（46）長的桌子、一張120英尺（37）長的滑鐵盧分庭地毯、300件鐘錶、一批微型收藏品、數千本珍貴書籍和古老手稿，以及皇家圖書館的大師畫作。在消防官指示下，救援人員留下沉重的箱子和桌子，其它物品則暫放於北陽台（North Terrace）與方庭中。警方也從倫敦周圍各郡調用數十部搬運車輛協助疏散文物。
許多王室內廷成員都參與了救援行動，包括艾爾利伯爵在內。王室特藏部門人員尤其積極，主任傑弗瑞·德·貝萊格爵士、畫作鑑定師克里斯多福·勞埃德、副藝術鑑定師休·羅伯茨（Hugh Roberts）、印刷室主任羅伯茨夫人（Mrs Roberts）與圖書館員奧立佛·艾弗特（Oliver Everett）都參與其中。皇家近衛騎兵也從駐地趕來支援，內近衛騎兵團則動員100名官兵搶救文物。此外，還有125名城堡工作人員、125名承包商、100名軍人與20名王室莊園工作人員參與搶救。

## 外部連結
- 震驚世界的一天：溫莎城堡火災 （页面存档备份，存于）－《獨立報》（英式英语）